# Металургійний завод

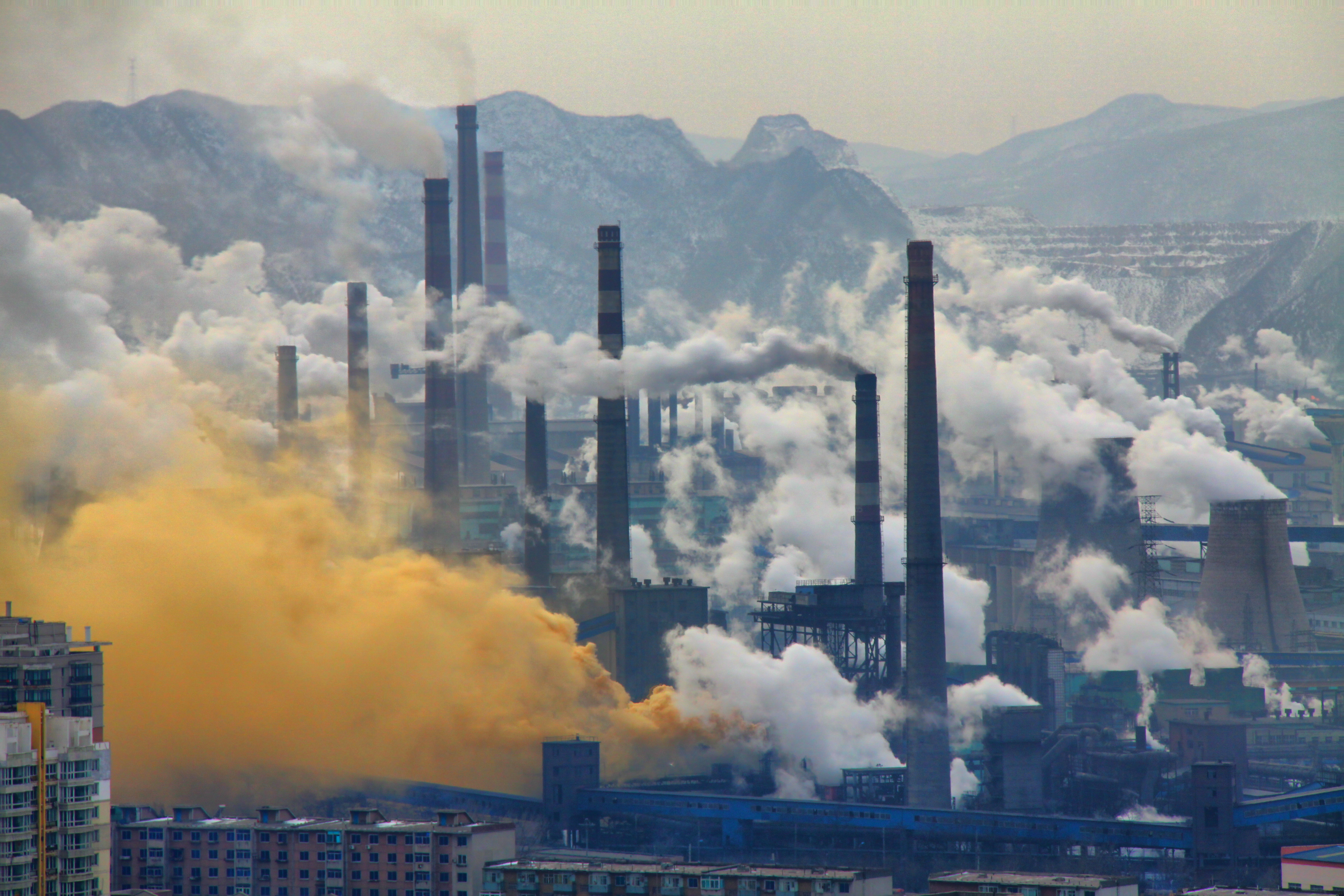
Металургійний завод у місті Беньсі (Китай, провінція Ляонін.)

Металургі́йний заво́д — підприємство чорної металургії, що випускає чавун, сталь, прокат і інколи ще й вироби з прокату. Металургійний завод може бути з повним металургійним циклом (виробляє три основні види продукції: чавун, сталь, прокат) і з неповним циклом (виробляє один або два види цієї продукції).

## Структура

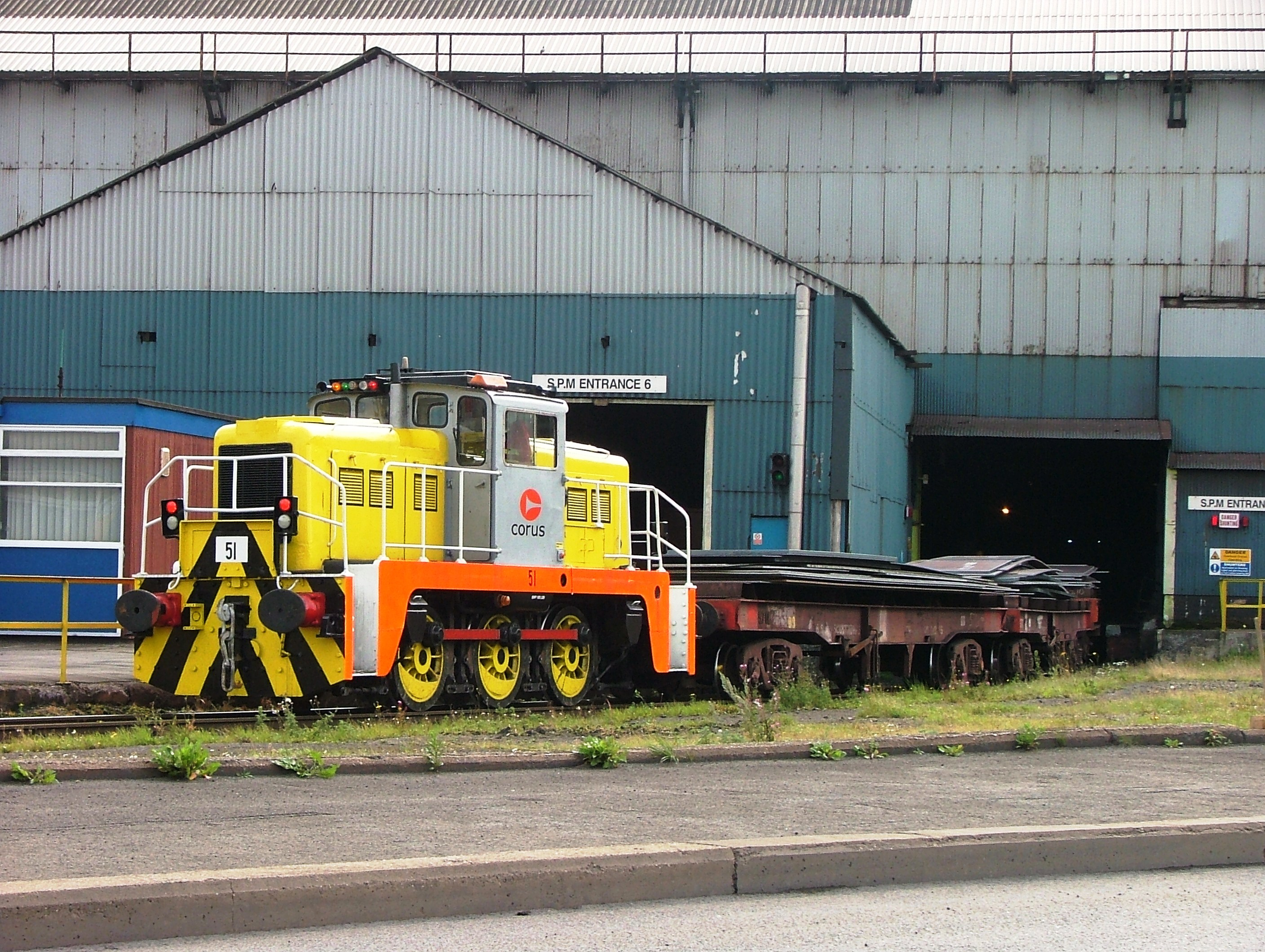
Більшість міжцехових перевезень на металургійному заводі здійснюється засобами залізничного транспорту. Перевезення листового прокату.

До основних цехів металургійного заводу з повним металургійним циклом належать доменний, сталеплавильний, кілька прокатних, до допоміжних цехів належать ремонтні й енергетичні, а також цех залізничного транспорту і автотранспортний цех або управління. На металургійному заводі може налічуватись до кількох десятків різноманітних цехів і служб. На деяких заводах є ще й агломераційна фабрика, цехи, де виготовляють вогнетриви, металеві вироби тощо. Транспортування продукції з металургійного заводу до споживачів здійснюється переважно залізничним транспортом, рідше — автотранспортом. Близько 90 % міжцехових перевезень на металургійному заводі здійснюється засобами залізничного транспорту.
Початковим виробничим процесом на заводі з повним металургійним циклом є доменний — виплавлення чавуну. В доменному цеху металургійного заводу розміщують кілька доменних печей. На доменних печах з металургійної сировини (обкотиші, агломерат, залізна руда) виплавляють переробний, ливарний та спеціальні чавуни, або феросплави. У виробництві переважають переробні чавуни. Отриманий у доменному цеху переробний чавун зливається у чавуновозні ковши і у рідкому стані транспортується або до розливних машин, де його зливають у спеціальні форми — мульди — з нього отримують невеличкі зливки (чушки), або транспортується у сталеплавильні цехи.
Побічним продуктом доменного процесу є шлак, який зливається у шлаковозні ковши і транспортується до шлакових відвалів, де проходить незначну обробку, наприклад, грануляцію і потім може використовуватись, наприклад, для виготовлення будівельних матеріалів.
У сталеплавильних цехах у мартенівських печах або у конверторах чавун переробляють на сталь, яку розливають у сталеві зливки, що потім використовуються у прокатних цехах. На мартенівських печах окрім чавуну використовується також металобрухт.
Отримані сталеві зливки транспортують у обтискний цех, де нагріті зливки на обтискних (блюмінги або слябінги) і заготовочних станах прокатують у заготовки (блюми або сляби). Заготовки транспортують у прокатні цехи, де на сортових, листових, дротових і трубопрокатних станах з них роблять готові вироби — сортопрокат, листопрокат, трубопрокат тощо.
Кінцевим виробничим процесом на металургійному заводі є прокатування сталевих зливків — пластична деформація їх між обертовими валками прокатних станів у прокатних цехах.
Собівартість продукції металургійного заводу складається в основному з витрат на сировину, основні і допоміжні матеріали, паливо, енергію й амортизацію.